# 반사 망원경

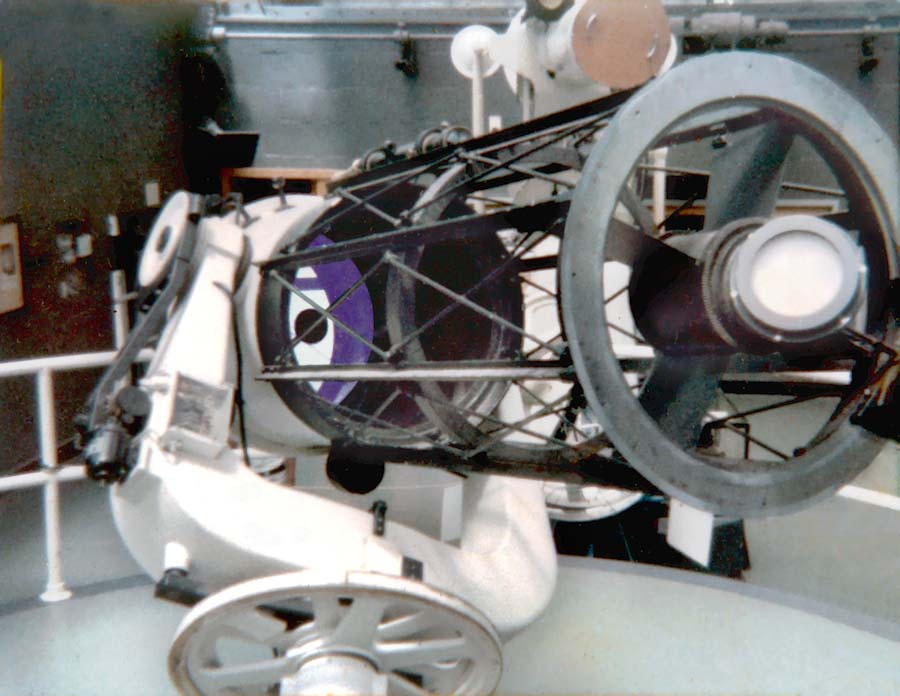
프랭클린 연구소에 전시된 24인치 컨버터블 Newtonian/Cassegrain 반사 망원경

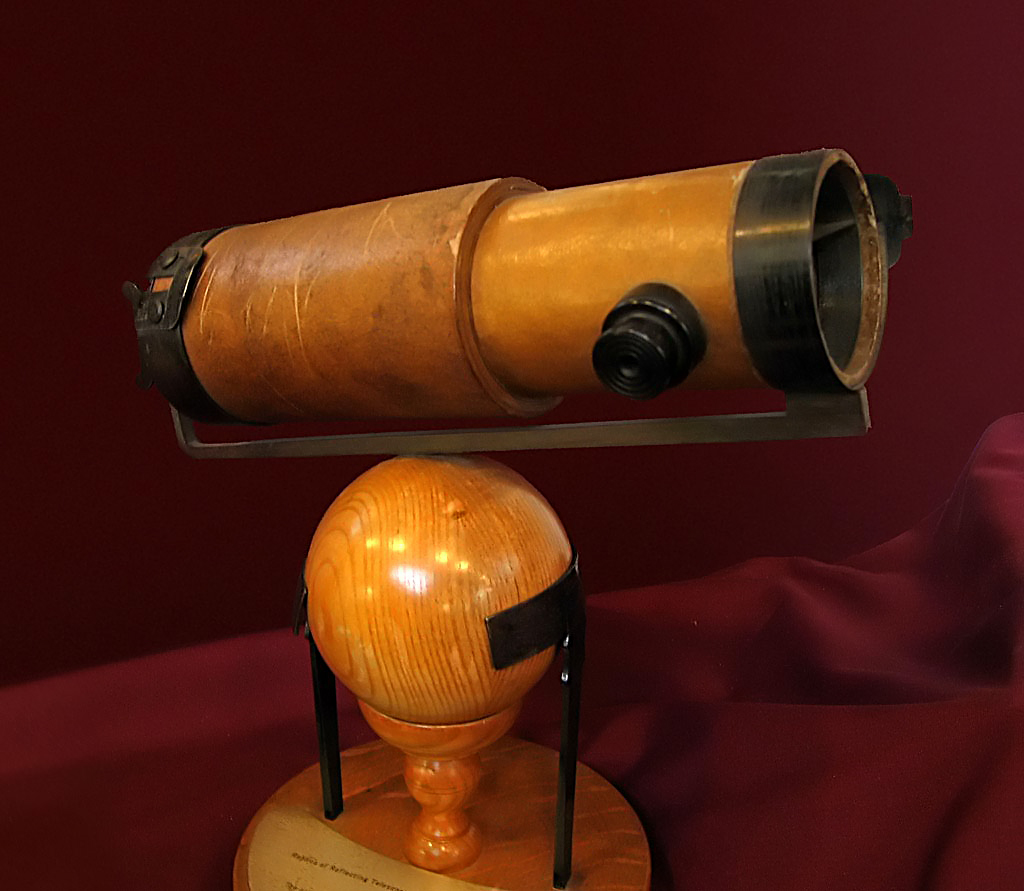
1672년 왕립학회에 발표한 뉴턴의 두 번째 반사 망원경의 복제본

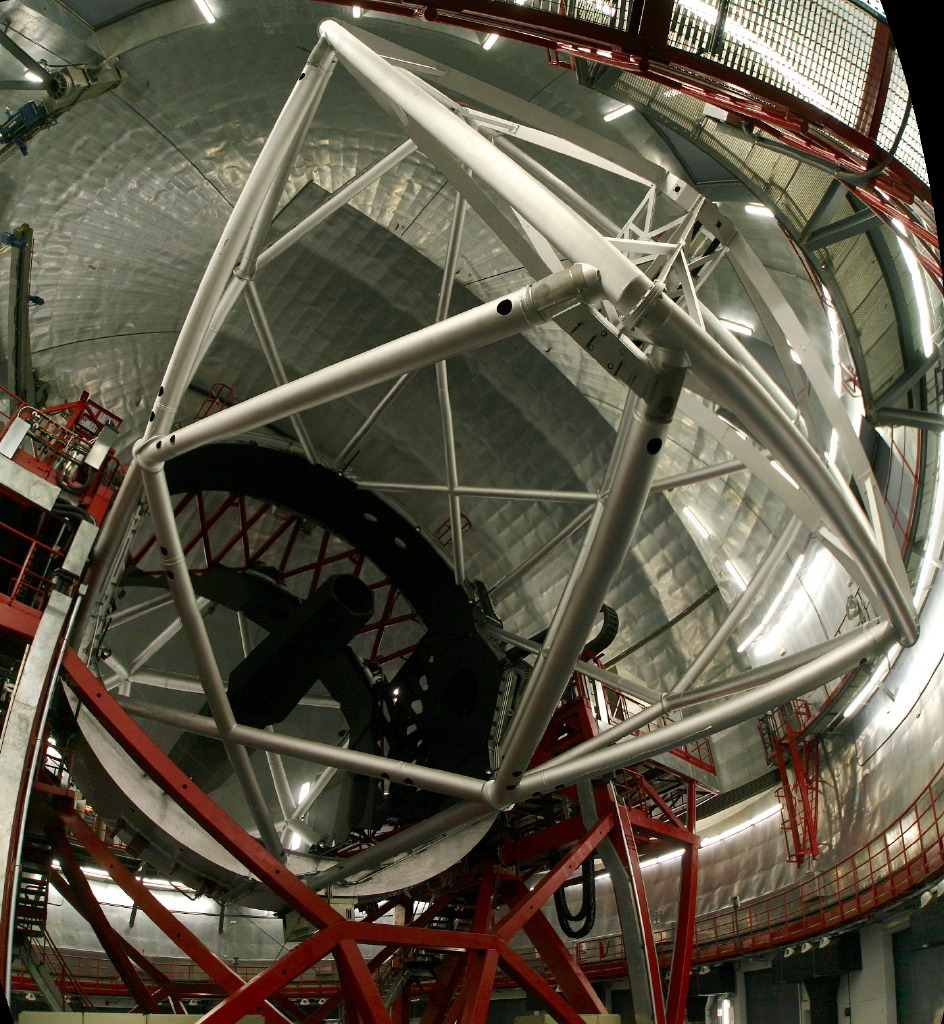
그란 텔레스코피오 카나리아스

반사 망원경(反射望遠鏡, 영어: reflecting telescope 또는 reflector)은 렌즈 대신에 거울을 이용해서 상을 맺는 광학 망원경을 말한다.
오목 거울을 이용하여 물체로부터 오는 빛을 반사시켜, 확대시킨 상을 접안 렌즈(볼록 렌즈)로 보게 되어 있다.
굴절 망원경과는 달리 개방된 경통 구조를 가지므로 상대적으로 굴절 망원경에 비하여 덜 안정된 상을 만들어내지만, 색수차가 발생하지 않는
장점이 있다. 또한, 대구경의 곡면 거울은 렌즈에 비해 상대적으로 쉽게 만들 수 있다. 현대 천문학에서 사용되는 대형 망원경은 전부 반사 망원경이다. 곡면 거울의 종류, 그리고 곡면 거울의 배치 구조 등에 따라서 다음과 같은 종류들로 나뉜다.

## 종류
- 뉴턴식 망원경
- 카스그레인식 망원경

## 같이 보기
- 굴절 망원경(refracting telescope) - 렌즈를 이용한 망원경
- 반사-굴절 망원경 - 렌즈와 거울을 이용한 망원경